# Monuments du Nord et du Pas-de-Calais
Le Nord et le Pas-de-Calais recèlent de nombreux monuments témoignant de toutes les périodes de leur histoire. Les plus connus sont probablement les beffrois, mais les sites romains tel celui de Bavai ou l'architecture de l'ère industrielle sont également notables.
Au 31 juillet 2016, le Nord compte 788 protections au titre des monuments historiques et le Pas-de-Calais 682.

## Vestiges de l'antiquité

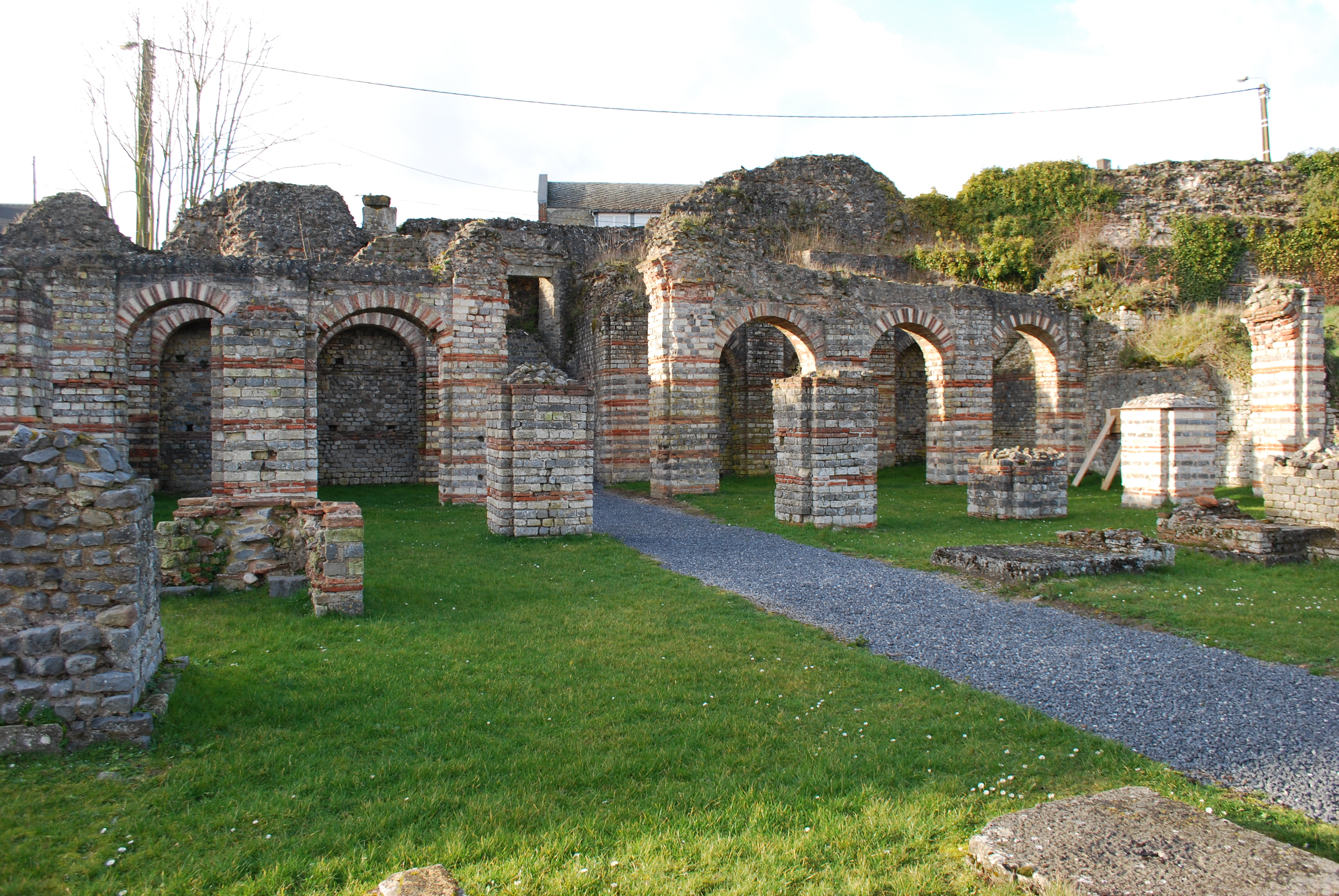
Vestiges de Bagacum (Bavay)

Antérieurement à la romanisation (du XVe siècle av. J.-C. au Ier siècle av. J.-C.), les peuples gaulois occupaient la région avec les Nerviens du Hainaut actuel, les Atrébates de l’Arrageois et les Morins du Boulonnais et de Thérouanne (d’est en ouest).
L'habitat était essentiellement constitué de hameaux autour de fermes. Les oppida, camps fortifiés comme Etrun (dans l'Artois), étaient très rares dans la région, et servent plutôt de refuge que d'habitation permanente.  La Morénie était un littoral marécageux dont certaines parties étaient périodiquement envahies par la mer, les romains la considérèrent comme inhabitable.
Après la guerre des Gaules, les Romains fondent de nouvelles capitales régionales, comme Bavay ou Famars.

## Abbayes
La christianisation et urbanisation du Nord-Pas-de-Calais commença au VIIe siècle via les institutions monastiques. Leurs fondateurs étaient pour la plupart issus de l'aristocratie neustrienne, en particulier la famille des pippinides dont est issue la dynastie carolingienne; ils  bénéficièrent du soutien de l'aristocratie locale, qui les dota en terres.
C'est ainsi qu'apparurent l'abbaye d'Hamage en 625, l'abbaye de Marchiennes et Notre-Dame de Condé en 630, l'Abbaye de Saint-Amand en 633, l'abbaye d'Haumont en 643, l'abbaye de Maroilles et l'abbaye de Saint-Ghislain en 650, l'abbaye de Hasnon en 670, l'abbaye du mont Saint-Éloi.

## Fortifications
Après la conquête de la région  au XVIIe siècle par les guerres de Louis XIV, Vauban conçut et mit en place le système de défense du pré carré il s'agit d'une double ligne de villes fortifiées qui protège les nouvelles frontières du Royaume de France contre les Pays-Bas espagnols.
- Places de première ligne : Dunkerque, Bergues, Furnes, Ypres, Menin, Lille, Tournai, Condé-sur-l'Escaut, Valenciennes, Le Quesnoy, Maubeuge, Philippeville, Dinant, Givet-fort de Charlemont.

- Places de seconde ligne : Gravelines, Saint-Omer, Aire-sur-la-Lys, Saint-Venant, Béthune, Arras, Douai, Bouchain, Cambrai, Landrecies, Avesnes-sur-Helpe, Mariembourg, Rocroi, Mézières, Sedan, Stenay[5].

## L'ère industrielle
- corons